# Перницкий, Владимир Николаевич
Владимир Николаевич Перницкий (род. 12 мая 1941) — советский борец классического и вольного стилей, чемпион и призёр чемпионатов СССР по классической борьбе, мастер спорта СССР международного класса по классической борьбе (1969), мастер спорта СССР по вольной борьбе (1964). Увлёкся борьбой в 1960 году. В 1969 году поднялся на высшую ступень пьедестала чемпионата страны по классической борьбе. На следующий год стал бронзовым призёром чемпионата по классической борьбе.

## Спортивные результаты
- Чемпионат СССР по классической борьбе 1969 года — ;
- Чемпионат СССР по классической борьбе 1970 года — ;